# 富士山静岡空港線
富士山静岡空港線（ふじさんしずおかくうこうせん）とは、富士山静岡空港を拠点に様々な方面へアクセスバスとして運行されているしずてつジャストラインの路線バスである。

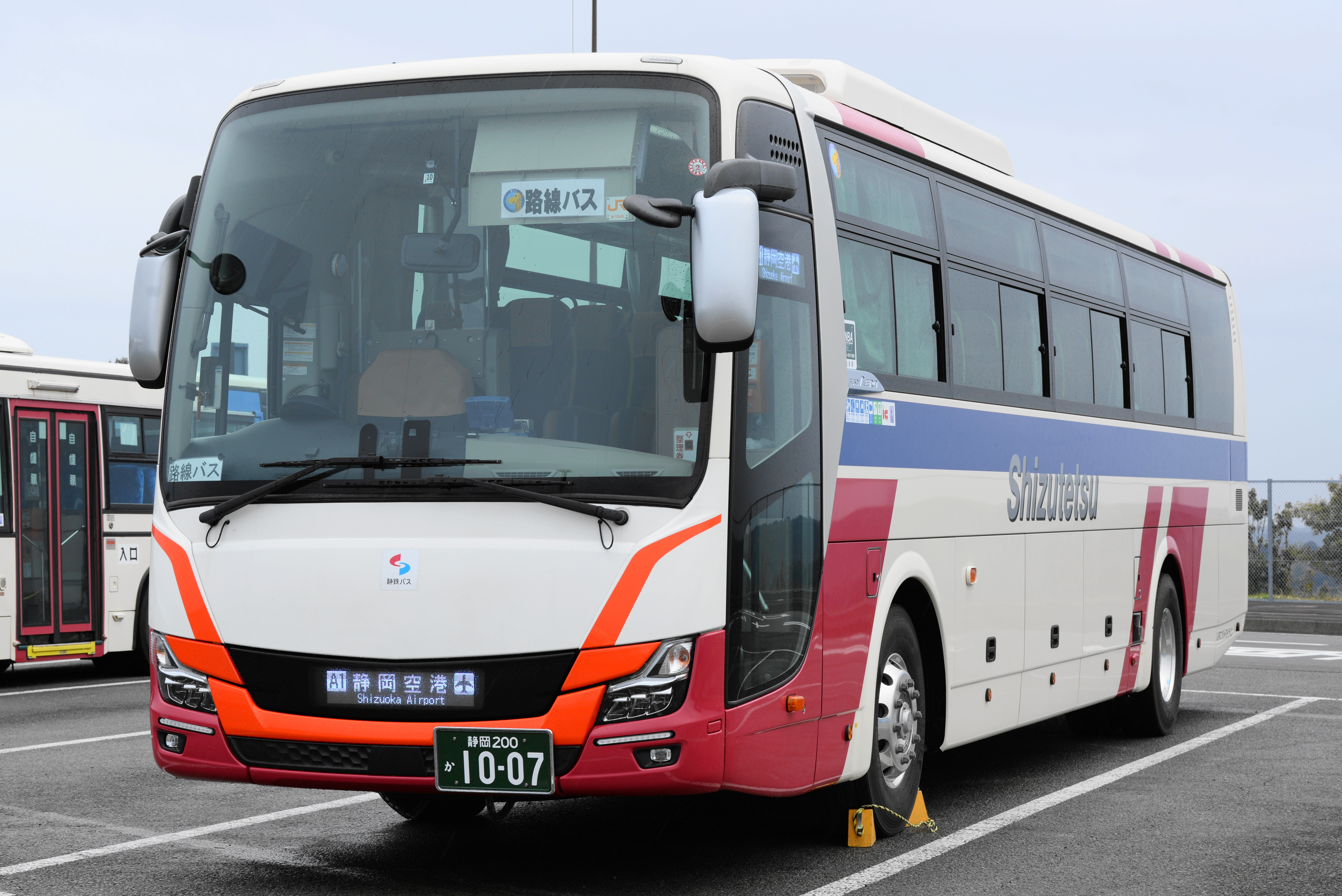
富士山静岡空港線で待機する丸子1007号車

## 沿革
- 2009年（平成21年）6月4日、富士山静岡空港の開港。開港と同時に富士山静岡空港静岡線（以下、静岡線）、富士山静岡空港島田線（以下、島田線）が運行開始。
- 運行開始当初では静岡線、島田線共に相良営業所のみの運行だったが、翌年のダイヤ改正で静岡線に浜岡営業所が参入した。
- 2009年12月、LuLuCaのサービス開始。
- 2011年（平成23年）10月11日、新静岡セノバオープンに伴う新静岡バスターミナル供用開始に伴い、新静岡発着になる。
- 2014年（平成26年）4月1日、このダイヤ改正により、大幅な時間変更と1便増便となった。更に、静岡線では吉田インター経由の便の新設を行った。
- 2017年（平成29年）4月1日、ダイヤ改正により静岡線に鳥坂営業所が参入。
- 2018年（平成30年）10月1日、島田線に岡部営業所が参入した。当年夏期からは岡部営業所が運行する島田線の便は土日祝のみとなった。
- 2019年（平成31年）4月1日、ダイヤ改正により静岡線に丸子営業所が参入。相良営業所から車両の移籍も行われた。
- 2019年（令和元年）9月20日、富士山静岡空港静岡線、及び特急静岡相良線に64人乗りの新型エアロエースを6台導入することが発表された。これは、深刻なバス運転士の不足を受けての試みであり、9月末に相良営業所に1台先行導入された。新車の同時導入台数としては過去最多で、主に座席定員の少ない旧車両の置き換えとして行われた。

## 概要
- 現在、富士山静岡空港静岡線では浜岡営業所、相良営業所、丸子営業所、鳥坂営業所との共管である。富士山静岡空港島田線では相良営業所、岡部営業所との共管である。
- 静岡線開業当初は、インバウンド需要を見込んで清水港フェリー乗り場入口までの便が１日１便設定されていたが乗客は少なく、間もなく廃止となった。

## 営業路線

### 富士山静岡空港静岡線
新静岡 - 静岡駅前（15番乗り場） - 静岡インター入口 - 東名焼津西 - 東名大井川 - 井口堺 ・ 吉田インター入口 - 富士山静岡空港（A1）
- 2023年10月現在、下り7本、上り8本の運行である。
- 上り（新静岡方面）では、富士山静岡空港停留所以外、乗車することは出来ず、降車のみの扱いとなっている。
- 基本的には1時間間隔の運行を行っている。
- 吉田インター入口を経由する便は早朝の2便のみとなっている。

### 富士山静岡空港島田線
島田駅南口（4番乗り場） - 富士山静岡空港（A3）
- 2023年10月現在、上下2本ずつの運行である。
- 直行便で、途中停留所はない。

## 車両
- 空港静岡線は特急静岡相良線と共通運用になっている。
- 空港島田線は相良・岡部営業所の一般型車両が使用される。